# Elección para gobernador de Colorado de 2018
La elección para gobernador de Colorado de 2018 se llevó a cabo el 6 de noviembre de ese año. El gobernador demócrata titular, John Hickenlooper, tenía un mandato limitado y no podía buscar la reelección para un tercer mandato consecutivo. Las elecciones primarias se llevaron a cabo el 26 de junio.
Los principales candidatos de la elección fueron el congresista estadounidense Jared Polis por el Partido Demócrata y el Tesorero del Estado Walker Stapleton por el Partido Republicano. Polis ganó la elección por aproximadamente 268.000 votos.

## Primaria republicana
| Candidatos                          | Votos   | %     |
| ----------------------------------- | ------- | ----- |
|                                     | Votos   | %     |
| Walker Stapleton                    | 239,415 | 47.66 |
| Victor Mitchell                     | 151,365 | 30.13 |
| Greg Lopez                          | 66,330  | 13.20 |
| Doug Robinson                       | 45,245  | 9.01  |
|                                     |         |       |
| Total                               | 502,355 | 100   |
|                                     |         |       |
| Fuente: Colorado Secretary of State |         |       |

## Primaria demócrata
| Candidatos                          | Votos   | %     |
| ----------------------------------- | ------- | ----- |
|                                     | Votos   | %     |
| Jared Polis                         | 282,725 | 44.46 |
| Cary Kennedy                        | 157,098 | 24.71 |
| Mike Johnston                       | 149,717 | 23.55 |
| Donna Lynne                         | 46,316  | 7.28  |
|                                     |         |       |
| Total                               | 635,856 | 100   |
|                                     |         |       |
| Fuente: Colorado Secretary of State |         |       |

## Resultados
| Partido                             | Partido     | Candidato        | Votos     | %     |
| ----------------------------------- | ----------- | ---------------- | --------- | ----- |
|                                     | Demócrata   | Jared Polis      | 1,348,888 | 53.42 |
|                                     | Republicano | Walker Stapleton | 1,080,801 | 42.80 |
|                                     | Libertario  | Scott Helker     | 69,519    | 2.75  |
|                                     | Unidad      | Bill Hammons     | 25,854    | 1.02  |
|                                     |             |                  |           |       |
| Total                               | Total       | Total            | 2,525,062 | 100   |
| Participación                       |             |                  |           |       |
| Registrados                         |             |                  |           |       |
|                                     |             |                  |           |       |
| Fuente: Colorado Secretary of State |             |                  |           |       |